# Esaclorobutadiene
L'esaclorobutadiene è un composto organico con formula chimica C4Cl6 che a temperatura ambiente si presenta come un liquido incolore dal caratteristico odore di trementina. È un composto derivato dal butadiene per sostituzione di tutti e sei gli atomi di idrogeno con altrettanti atomi di cloro. Viene comunemente usato come solvente per altri clorocomposti.
È un composto tossico e pericoloso per l'ambiente, classificato dall'EPA tra i possibili cancerogeni umani (gruppo C).

## Sintesi
L'esaclorobutadiene viene principalmente ottenuto come sottoprodotto nella sintesi del tetracloruro di carbonio e del tetracloroetene attraverso la clorolisi, ovvero la reazione degli idrocarburi con cloro gassoso in condizioni pirolitiche. Sotto queste condizioni l'idrocarburo subisce la clorurazione e i corrispondenti clorocarburi prodotti a loro volta subiscono una scissione, in un processo analogo alla combustione in cui però interviene il cloro al posto dell'ossigeno.
L'esaclorobutadiene si ottiene come sottoprodotto durante la clorolisi dei derivati del butano sia per la sintesi del tetracloruro di carbonio che del tetracloroetene. Questi due composti vengono sintetizzati su larga scala, cosicché la quantità di esaclorobutadiene ricavato è in grado di soddisfare la sua domanda. In alternativa, il composto può essere sintetizzato direttamente tramite la clorurazione del butano o del butadiene.

## Reattività
I prodotti ottenuti per clorurazione in ambiente pirolitico dipendono fortemente dalla temperatura e dalla pressione sotto le quali è stata condotta la reazione. Perciò, agendo su queste condizioni di reazione in presenza di cloro gassoso, l'esaclorobutadiene può essere ulteriormente clorurato dando tetracloroetene, esacloroetano, ottaclorobutene e persino decaclorobutano. In generale, all'aumentare del numero di atomi di cloro nel composto si ha un aumento della tossicità e una diminuzione della sua combustibiltà. La clorurazione attraverso la scissione dello scheletro carbonioso è termodinamicamente preferita, mentre i prodotti a quattro atomi di carbonio sono favoriti a basse temperature e pressioni.
Qui sotto vengono mostrati i tre prodotti che è possibile ottenere dall'esaclorobutadiene per reazione con cloro gassoso in diverse condizioni pirolitiche.

## Applicazioni
Una delle principali applicazioni dell'esaclorobutadiene è quella di solvente per il cloro e per molti clorocomposti. Come solvente non reagisce con i comuni acidi e con selezionate basi non nucleofile. Un'applicazione illustrativa dell'uso dell'esaclorobutadiene come solvente consiste nella clorurazione del toluene catalizzata dal cloruro ferrico, con produzione di pentaclorometilbenzene. In questa reazione l'HCBD viene utilizzato esclusivamente al posto del tetracloruro di carbonio in quanto il cloruro ferrico (FeCl3) è insolubile in quest'ultimo solvente.
Data la sua affinità per i composti clorurati, l'esaclorobutadiene liquido è utilizzato come scrubber per rimuovere contaminanti contenenti cloro dai flussi di gas. Un esempio di questa applicazione consiste nel suo utilizzo nella produzione di acido cloridrico gassoso dato che i principali contaminanti, specialmente il cloro gassoso, sono più solubili in HCBD rispetto all'acido cloridrico gassoso.
Un altro uso occasionale è quello in spettroscopia IR in sostituzione del nujol durante la preparazione del campione da analizzare, sfruttando l'assenza delle caratteristiche bande di stretching C-H del nujol che potrebbero interferire significativamente.
Un vecchio utilizzo, piuttosto datato, è quello come alghicida nei sistemi industriali di raffreddamento. Sebbene l'esaclorobutadiene sia un potente erbicida, questa sua applicazione è stata scoraggiata a causa della sua elevata tossicità già a basse concentrazioni.
Altri utilizzi consistono nel suo impiego come fluido idraulico e fluido refrigerante.